# Marta Ławińska
Marta Ławińska (ur. 7 maja 1939 w Warszawie) – polska aktorka teatralna i filmowa. Najbardziej znana z roli Wandy Pawlak w trylogii Sami swoi.

## Życiorys
W 1965 roku ukończyła studia na Wydziale Aktorskim Państwowej Wyższej Szkoły Teatralnej (PWST) w Krakowie. W tym samym roku zadebiutowała na scenie teatralnej.
W latach 1965–1967 występowała w Teatrze Dolnośląskim w Jeleniej Górze, a następnie w Teatrze Polskim we Wrocławiu (1968–1974). W 1975 roku dołączyła do zespołu stołecznego Teatru Powszechnego, gdzie grała do 1980 roku.
Najbardziej znana z roli Wandy Pawlak w trylogii Sami swoi.

## Filmografia
- 2009: U Pana Boga za miedzą – kioskarka
- 1979: Grzeszny żywot Franciszka Buły – guwernantka Kariny
- 1978: Spirala – psycholog
- 1977: Kochaj albo rzuć – Wanda, żona Pawła Pawlaka
- 1974: Nie ma mocnych – Wanda, żona Pawła Pawlaka
- 1974: To ja zabiłem – narzeczona Bogdana
- 1974: Urodziny Matyldy – Anna, koleżanka Basi
- 1973: Droga – Ewa Wąsowska, była partnerka Marianka
- 1973: Sekret – narzeczona Bogdana
- 1972: Siedem czerwonych róż, czyli Benek Kwiaciarz o sobie i o innych
- 1972: Teraz i w każdą godzinę jako doktor Teresa
- 1972: Uciec jak najbliżej
- 1971: Trąd
- 1969: Tylko umarły odpowie jako kelnerka obsługująca Broniaka

źródło:.